# Synagoga Izaaka Jakubowicza w Krakowie
Synagoga Izaaka, również Synagoga Ajzyka – synagoga znajdująca się Krakowie, w dzielnicy I Stare Miasto na rogu ulic Kupa 18 i Izaaka, na Kazimierzu.
Przez wiele lat uchodziła za najokazalszą i najbogatszą synagogę w mieście. Jej północna ściana przylega do dawnej synagogi Mizrachi.

## Historia
Synagogę ufundował kupiec i przewodniczący kahału kazimierskiego Izaak (Ajzyk) Jakubowicz, po uprzednim otrzymaniu stosownego zezwolenia od króla Władysława IV z dnia 30 kwietnia 1638. Według inskrypcji na ścianie synagogi myśl tej fundacji podsunęła mu żona Brajndla.
Budowa opóźniła się ze względu na sprzeciw prepozyta klasztoru kanoników regularnych laterańskich przy kościele Bożego Ciała, księdza Marcina Kłoczyńskiego, który argumentował swoją decyzję tym, iż bożnica będzie znajdowała się blisko chrześcijańskich domów, w związku z czym może zdarzyć się, iż kapłani, niosąc wiatyk przejdą koło synagogi, co według niego byłoby wielce niestosowne. Jakubowicz w końcu jednak zdołał przekonać do swoich racji biskupa krakowskiego Jakuba Zadzika i w 1644 nastąpiło uroczyste otwarcie bożnicy. Jej budowniczym był włoski architekt Giovanni Trevano. Inne źródła mówią również o Janie Laitnernie.
W 1656, podczas potopu szwedzkiego synagogę obrabowano, a podczas zarazy z 1679 jej opiekunowie uciekli zabierając ze sobą cenne wyposażenie do synagogi w Opatowie, skąd już nie wróciło w całości. Pierwszą małą przebudowę przeprowadzono w XIX w., przenosząc główne wejście z południowej na zachodnią elewację. W 1924 przed wejściem dobudowano dwubiegowe schody z balustradami i centralnym gankiem arkadowym, przeznaczonym dla kobiet, które zaprojektował Zygmunt Prokesza. Obok dobudowano również mały budynek, w którym mieściła się ochronka dla głuchoniemych. Do 1939 przed synagogą znajdował się obszerny plac, na którym znajdowało się targowisko rybne.
Podczas II wojny światowej hitlerowcy doprowadzili do znacznej dewastacji wnętrza synagogi oraz bezpowrotnego przypadku jej cennego wyposażenia, w tym kutej altanowej bimy, która stała w centralnej części budynku oraz podest przed aron ha-kodeszem. 5 grudnia 1939 hitlerowcy nakazali urzędnikowi gminy żydowskiej Maksymilianowi Redlichowi spalić zwoje Tory. Redlich odmówił, za co został rozstrzelany przed wejściem do bożnicy. Kilka miesięcy później w synagodze urządzono pracownię teatralną. W latach 1943–1944 jako malarz dekoracji pracował tu jawnie Tadeusz Kantor.
Po zakończeniu wojny w synagodze przez pewien czas mieściły się magazyny miejskie. W 1946 roku zniszczoną bożnicę planowano przebudować na świątynię Polskiego Narodowego Kościoła Katolickiego. W międzyczasie nad zniszczonym Aron ha-kodesz powieszono krzyż. Plany przerobienia synagogi na kościół spełzły na niczym, ze względu na protesty Kongregacji Wyznania Mojżeszowego w Krakowie, która starała się odzyskać synagogę.
W latach 50. XX w. budynek przejął Związek Polskich Artystów Plastyków, który go wyremontował i urządził w nim pracownię rzeźbiarską, którą użytkowano do 1969. W połowie lat 70. synagoga została opuszczona i stopniowo popadła w ruinę. W 1981 w synagodze wybuchł pożar, który spustoszył jej wnętrze. W 1989u bóżnica została zwrócona krakowskiej gminie żydowskiej.
W latach 1983–1996 przeprowadzono rozległe prace konserwatorskie i remontowe, podczas których odkryto bezcenną polichromię z XVII w., na którą składają się teksty modlitw, odmawianych podczas poszczególnych świąt oraz nazwiska fundatorów poszczególnych inskrypcji.
W 1997 synagoga została otwarta dla zwiedzających. Od tego czasu mieściło się w niej Centrum Edukacji Żydowskiej, w ramach której był realizowany projekt „Synagoga Izaaka”. Miał on za zadanie zbieranie pieniędzy na utrzymanie synagogi oraz rekonstrukcję obiektów m.in. odbudowę bimy. Ponadto w synagodze organizowane były liczne koncerty i spotkania o charakterze edukacyjnym, w tym pokaz archiwalnych filmów o przedwojennym życiu kazimierskich Żydów i ich zagładzie w latach II wojny światowej.

## Architektura

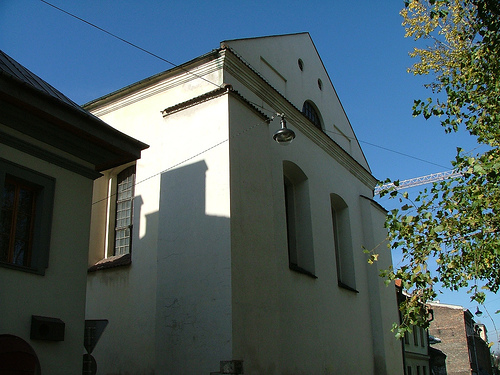
Widok od ul. Jakuba
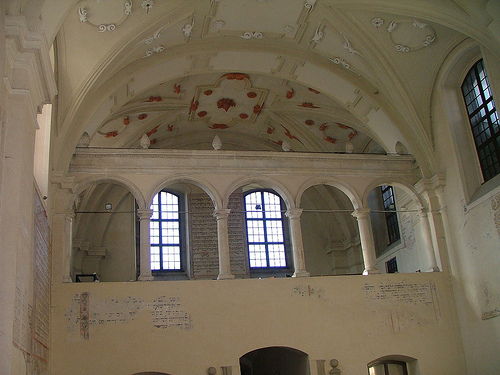
Widok na babiniec
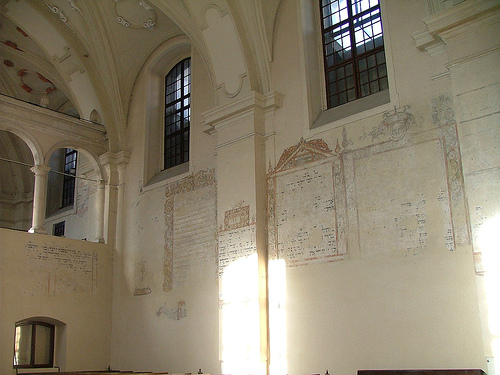
Polichromia ściany północnej
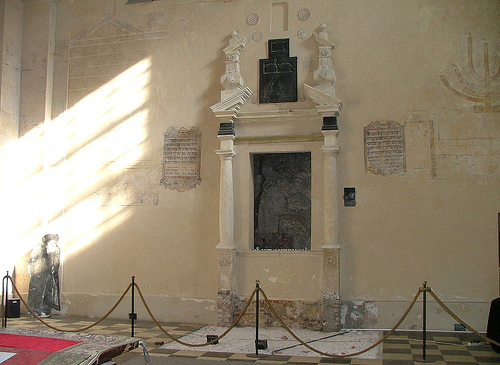
Aron ha-kodesz
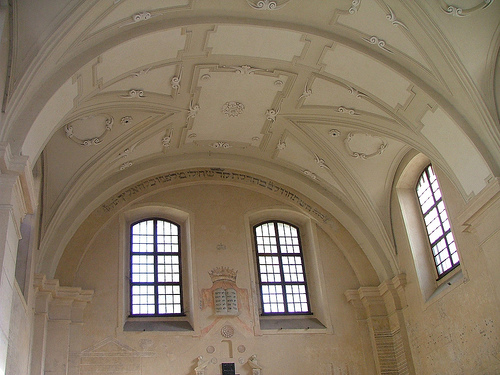
Ściana wschodnia

Murowany budynek synagogi wzniesiono na planie prostokąta w stylu późnobarokowym. Na fasadzie głównej, ponad głównym wejściem znajdują się dwubiegowe schody z balustradami i centralnym gankiem arkadowym przeznaczonym dla kobiet, które zostały dobudowane w 1992. W ich miejscu pierwotnie znajdowała się drewniana, zadaszona klatka schodowa. Wejście to oddziela od ulicy niewielki dziedziniec z ogródkiem. Surowy wygląd bryły budynku i brak jakichkolwiek dekoracji zewnętrznych nie pozwalał domyślać się bogatego wyposażenia wnętrza. W narożnikach oraz elewacjach bocznych wsparta jest szkarpami, które dodano w XVIII w.
Główna sala modlitewna o wymiarach w świetle ścian w poziomie przyziemia 17,8 × 11,4 m, łącznie z emporą 25,6 × 11,4 m, wysokość do sklepienia 13,4 m., jest przykryta sklepieniem kolebkowym z lunetami o bogatej geometrycznej dekoracji stiukowej złożonych z profilowanych listew, które prawdopodobnie zaprojektował Jan Baptysta Falconi. W zachodniej części znajduje się prostokątny Przedsionek, nad którym na piętrze znajduje się otwarta empora na salę główną, w której dawniej znajdował się babiniec. Oddziela go od głównej sali pięć arkad renesansowych z toskańskimi kolumnami ustawionymi na balustradzie. Nawiązuje ona do krużganków renesansowych i jest jednym z najokazalszych takich zastosowań w architekturze synagogalnej.
Na ścianach sali głównej, jak również babińca znajdują się obszerny kompleks polichromii w postaci tekstów liturgicznych w ozdobnych obramieniach. Większość z nich odkryto podczas prac restauracyjnych w latach 90. XX w. Najstarsze pochodzą z okresu zaraz po wzniesieniu synagogi, jak np. cytat biblijny znajdujący się u szczytu ściany wschodniej, na którym znajduje się chronogram 404, czyli około 1643-1644. Został odnowiony w XIX w., a pierwotną formę uzyskał dopiero podczas ostatnich prac konserwatorskich.
Na ścianie południowej sali głównej w inskrypcji fundacyjnej, która się znajduje poniżej tekstu modlitwy Berich szeme demare znajduje się chronogram 426, czyli rok około 1665-1666. Na pozostałych ścianach najstarsza inskrypcja pochodzi z XVII wieku, pozostałe w większości z XVIII w. Wszystkie duże tablice o niemal jednakowej wielkości, proporcjach i podobnej kompozycji, rozmieszczone są na tej samej wysokości i w określonym, niemal symetrycznym układzie, na które wpływ miało położenie okien.
Inskrypcje w obramieniach flankują kolumny oplecione wicią roślinną, na których wsparty jest tympanon, w którego środku znajduje się incipit zwieńczony koroną. Przyczółek ozdobiony jest akroteriami w postaci wazy z bukietem oraz roślinnymi wolutami. Wolne pola wypełniają różne ornamenty roślinne. W kilku przypadkach po bokach inskrypcji, zamiast kolumn, umieszczano również roślinny motyw kandelabrowy. Na niektórych widoczny jest motyw zwierzęcy w postaci ptaków czy pary lwów.
Na ścianie wschodniej, po obu stronach Aron ha-kodesz zachowały się dwie małe tablice z czytelnymi inskrypcjami z porządku błogosławieństwa kapłańskiego, a po prawej przedstawienie menora, która namalowano prawdopodobnie w połowie XVII w. Po lewej stronie dawniej znajdowało się dwanaście chlebów pokładnych, które symbolizowały 12 plemion Izraela. W synagodze Izaaka zachowały się nieliczne w Polsce polichromie Babińca, które fundowały zamożne kobiety. Na dłuższych ścianach sali głównej występuje artykulacja zdwojonymi pilastrami, które wspierają łęki sklepienne.
W centrum ściany wschodniej znajduje się zrekonstruowany w latach 1994–1995 wczesnobarokowy Aron ha-kodesz, który zwieńczony jest wypukłymi tablicami Dekalogu, które nakryte są koroną oraz pozostałościami pomarańczowej kotary. Dawniej arka poprzedzona była kamiennymi schodami zamkniętymi bogato zdobioną, metalową bramką. Na środku znajdowała się kuta bima w kształcie baldachimu, będąca kopią bimy z Synagogi Starej. Fundamenty obu tych elementów zostały w synagodze specjalnie zaznaczone. Na południowej ścianie synagogi zachowało się dawne, główne wejście, które ujęte jest w kamienny portal, zwany fortecznym.
Wnętrze synagogi Izaaka prawie nie różni się od współcześnie budowanych kościołów krakowskich czy sieni domów mieszczańskich, a dekoracja stiukowa wykazuje silne związki ze stiukami kościołów, klasztorów czy domów krakowskich.

## Legendy
Z synagogą związane są dwie legendy:
- Pierwsza mówi, że gdy w 1644 otwarto synagogę, wiele ludzi przychodziło podziwiać jej piękno, a pewnej grupce rabusiów przyszło do głowy, by ją obrabować. O tych planach doniesiono Izaakowi Jakubowiczowi, który w tej sprawie poradził się rabina Jom Tow Hellera. Ten doradził, aby zamknąć bramę Miasta Żydowskiego i bramy domów, a zostawić otwartą jedynie tę, która prowadzi przez cmentarz Remuh. Następnie nakazał ubrać 26 Żydów w białe szaty oraz wyposażyć ich w kije, a gdy od strony cmentarza pojawili się złodzieje – zobaczyli idących ku nim powstałych z grobów zmarłych. Tak się mocno przestraszyli i uciekli, że już nikt nigdy nie próbował obrabować synagogi Izaaka[5][6].
- Druga mówi, że Izaak Jakubowicz żył pierwotnie bardzo biednie i skromnie. Pewnej nocy we śnie tajemniczy głos nakazał mu wyruszyć po zakopany pod kamiennym mostem w czeskiej Pradze wielki skarb. Po długiej wędrówce okazało się, że ów most jest otoczony szwadronem żołnierzy i niemożliwe jest jego przeszukanie. Jednak potem opowiedział swój sen jednemu z żołnierzy, który ze śmiechem odpowiedział Jakubowiczowi, że śniło mu się, że niejaki Ajzyk z Kazimierza ma pod piecem ukryty skarb. Izaak, wróciwszy do domu rozebrał piec i odnalazł skarb, który pozwolił mu na wystawienie synagogi oraz budowę własnej faktorii[5][6][7].

## Galeria

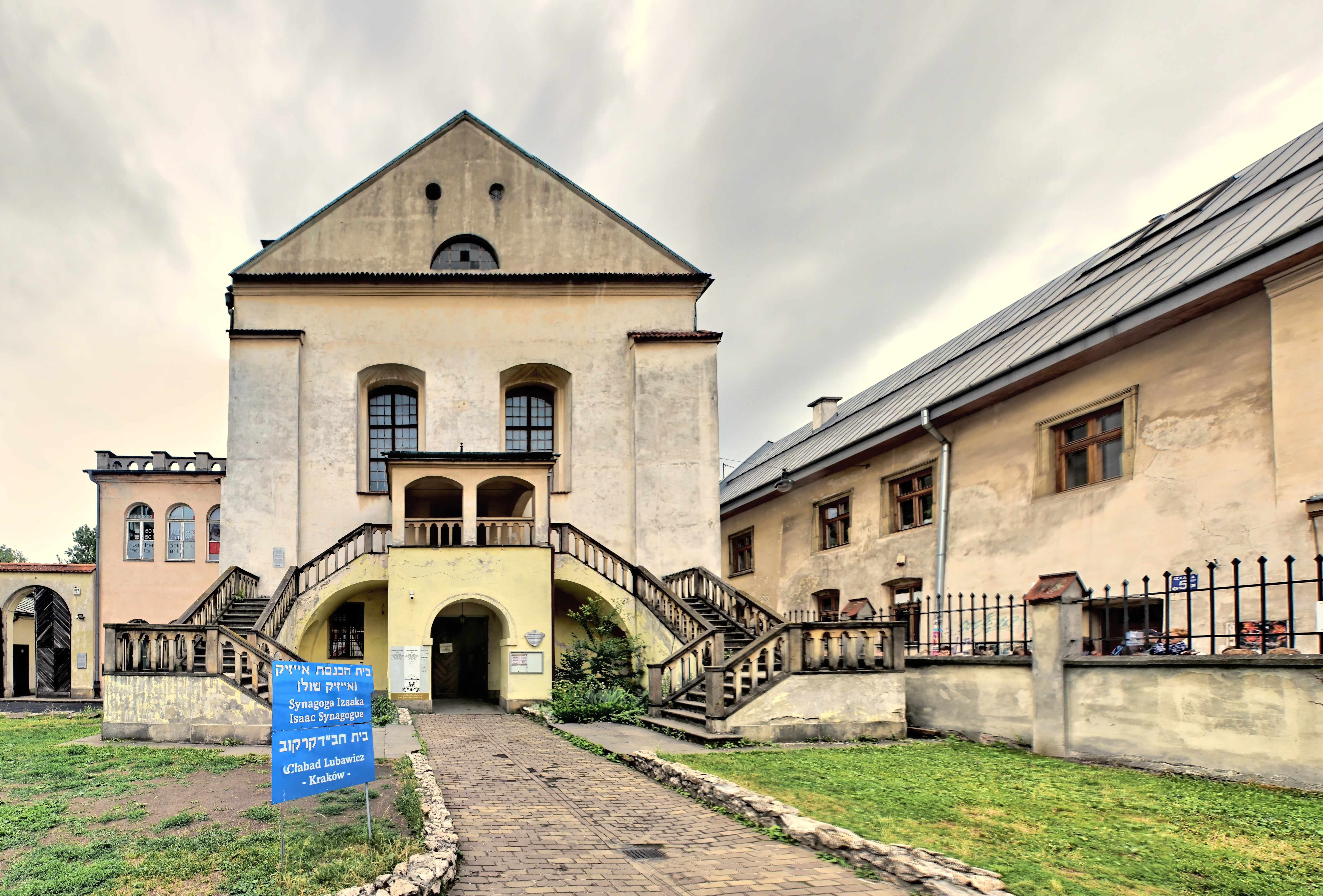
Widok ogólny
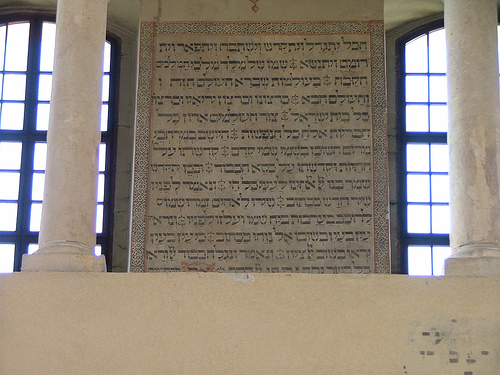
Polichromia babińca
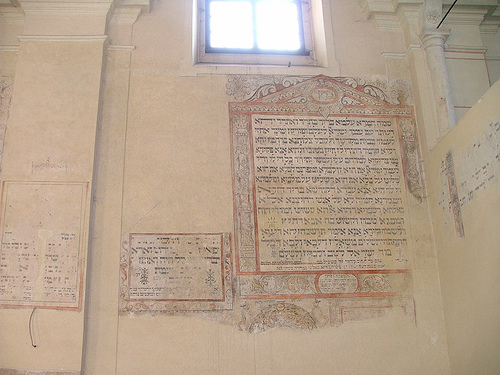
Polichromia ściany płd.
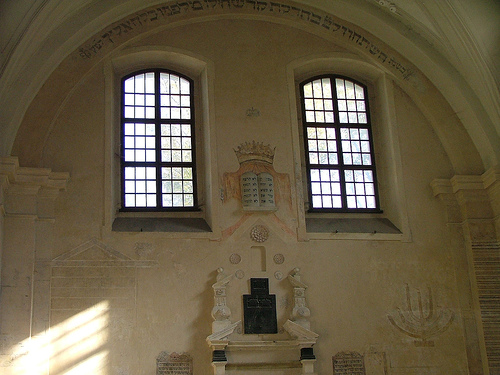
Polichromia ściany wsch.
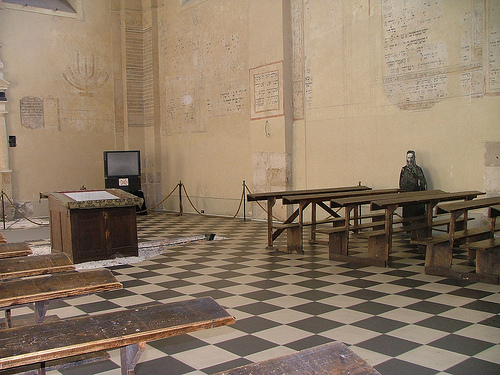
Wnętrze synagogi
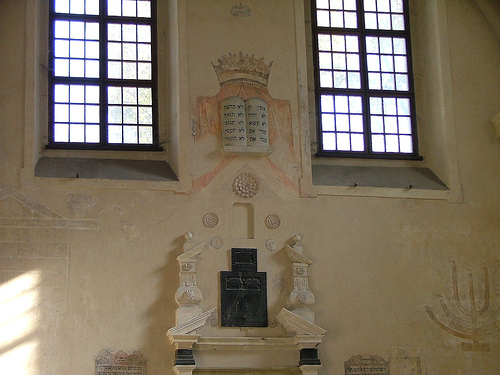
Zwieńczenie Aron ha-kodesz
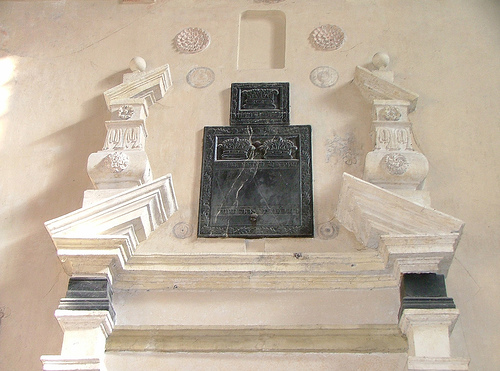
Zwieńczenie Aron ha-kodesz
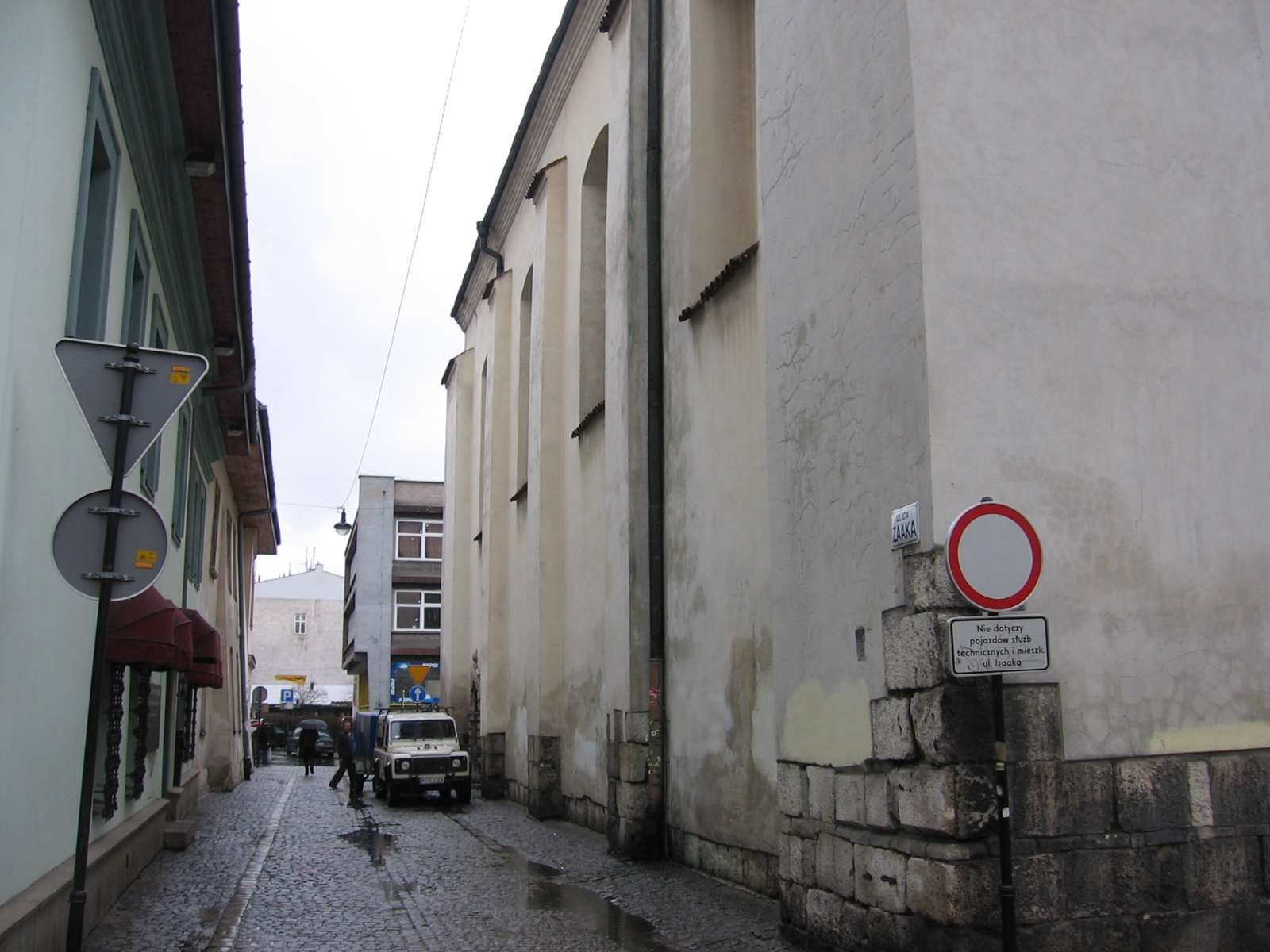
Widok od ulicy Izaaka
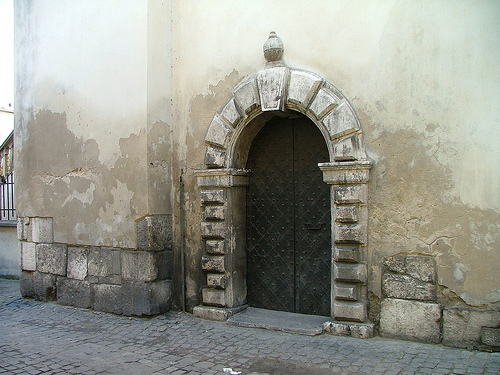
Portal wejściowy na ścianie płd.
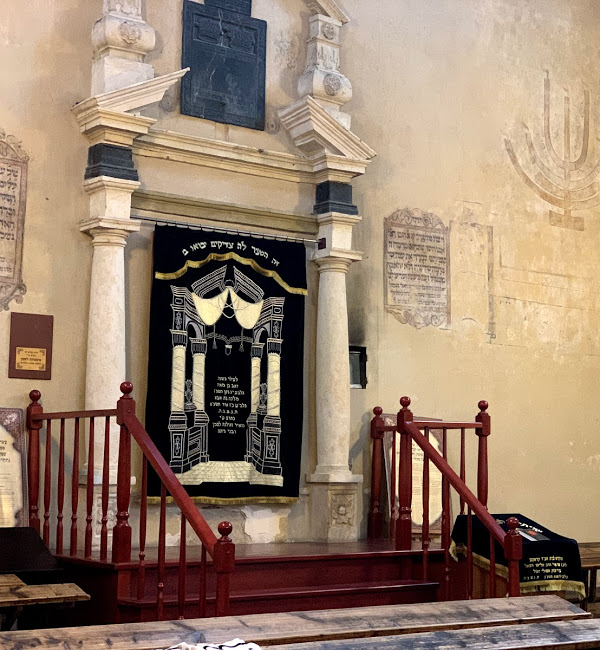
Aron ha-kodesz